# Escudo de Tonga
El escudo de armas de Tonga fue adoptado en 1875, junto con la Constitución del Reino.
Es un escudo cuartelado: el primero, de oro, tres estrellas de seis puntas de argén; el segundo, de gules, la Corona Real de Tonga al natural; el tercero, de azur, una paloma volante de argén con una rama de olivo de sinople en el pico; el cuarto, de oro, tres espadas de argén con empuñadura en la parte inferior, una puesta en palo y por encima de las otras dos pasadas en aspa. Resaltando sobre el todo, una estrella de seis puntas de argén cargada con una cruz de gules.
En la parte baja del escudo hay una cinta de argén que lleva el lema nacional en tongano escrito en letras mayúsculas de sable: KO E ʻOTUA MO TONGA KO HOKU TOFIʻA (Dios y Tonga son mi herencia). Detrás del escudo, acopladas, dos banderas nacionales pasadas en aspa. Timbra el escudo la Corona Real de Tonga rodeada por una corona de laurel.
Las tres estrellas simbolizan los principales grupos de islas que forman el archipiélago: (Tongatapu, Vava'u y Ha‘apai). La corona es el símbolo de la monarquía, representada también por las tres espadas, que hacen referencia a las tres dinastías reinantes de Tonga: Tu'i Tonga, Tu'i Kanokupolu y Tu'i Ha'atakalau. La paloma es el símbolo bíblico de la paz; también hay alusiones religiosas en la cruz cristiana y el lema nacional.

## El estandarte real

El estandarte real de Tonga.

El Estandarte Real de Tonga, la bandera del monarca Personal, se compone de las Armas Reales de Tonga, en forma de bandera. Se divide en los cuatro cuadrantes del escudo de armas:
- el primer cuadrante contiene tres salmonetes de plata;
- el segundo cuadrante, de gules, la corona real de Tonga;
- el tercer cuadrante, de azur, contiene una paloma volante con una rama de olivo;
- el cuarto cuadrante contiene tres espadas con empuñadura de gules en aspa;
- sobre el todo, está un salmonete de plata coronado por una cruz de gules.

## Galería de escudos

Escudo de armas de los Servicios de Defensa de Tonga
Sello de la Asamblea Legislativa de Tonga